# Bachy
Bachy är en kommun i departementet Nord i regionen Hauts-de-France i norra Frankrike. Kommunen ligger i kantonen Cysoing som tillhör arrondissementet Lille. År 2022 hade Bachy 1 890 invånare.

## Befolkningsutveckling
Antalet invånare i kommunen Bachy
| Referens: INSEE |